# Anna Perenna
Anna Perenna, a római mitológia istennője.
Etruszk eredetű istennő, és anyóka képében jelenit meg. A Róma környéki Bovillaeben élt, és a tiltakozásuk jeléül, a Szent Hegyre kivonult plebeiusokat három napon keresztül ellátta élelemmel, maga sütötte lepénnyel. Nevéhez az eset, pontosabban a plebeiusok és a patriciusok kiegyezése után, kapcsolták a Perenna azaz Örök elemet. Mítosza a későbbiekben (Ovidius Római naptára által) összekeveredett Dido Anna nevű nővéréével.